# DANCE NYLON
『DANCE NYLON』（ダンスナイロン）は、 2006年2月8日に発売された石井竜也10枚目のスタジオ・アルバム。ミニ・アルバム仕様。

## 概要
2002年から展開してきた『NYLON CLUB』シリーズの完結編『DANCE NYLON 〜ナイロンクラブで逢いませう〜』に先行して発売されたミニ・アルバム。『THEATER』と同じく、ミュージシャンの生音源のみで編成。初回限定盤には『CLUB NYLON VIP メンバーズカード』付属。

## 収録曲
- 全作詞・作曲：石井竜也
- 編曲：柿崎洋一郎

1. Walking JOE
『薔薇拳のジョー』のテーマソングというべき曲。
曲中にHIDEBOHによるタップダンスが入っている。
ミュージック・ビデオも制作されている[3]。
2. 今夜は朝まで
3. 悲しき英雄
当初、この曲を表題曲にしようと思っていたとのこと。
間奏に台詞がある。
4. ガケップチ
5. 衝動
テーマは『いけない衝動』。
石井曰く、「『郵便配達は二度ベルを鳴らす』のジャック・ニコルソンのような衝動」とのこと[4]。
6. ポメラニアン
石井曰く、「ハードボイルドに生きる男がポメラニアンをかわいがっている」、というような曲[5]。
7. ひきしお
物語のエンドロールを飾る曲。7曲の中で最も使用楽器が少ない。